# 陽地站 (咸鏡南道)
陽地站（韓語：양지역）是朝鮮民主主義人民共和國咸鏡南道琴湖地区的一個鐵路車站，属于平罗线。

## 邻近车站
平罗线
俗厚站 - 陽地站 - 新北青站